# 新英格兰邦联

新英格兰联合殖民地旗帜

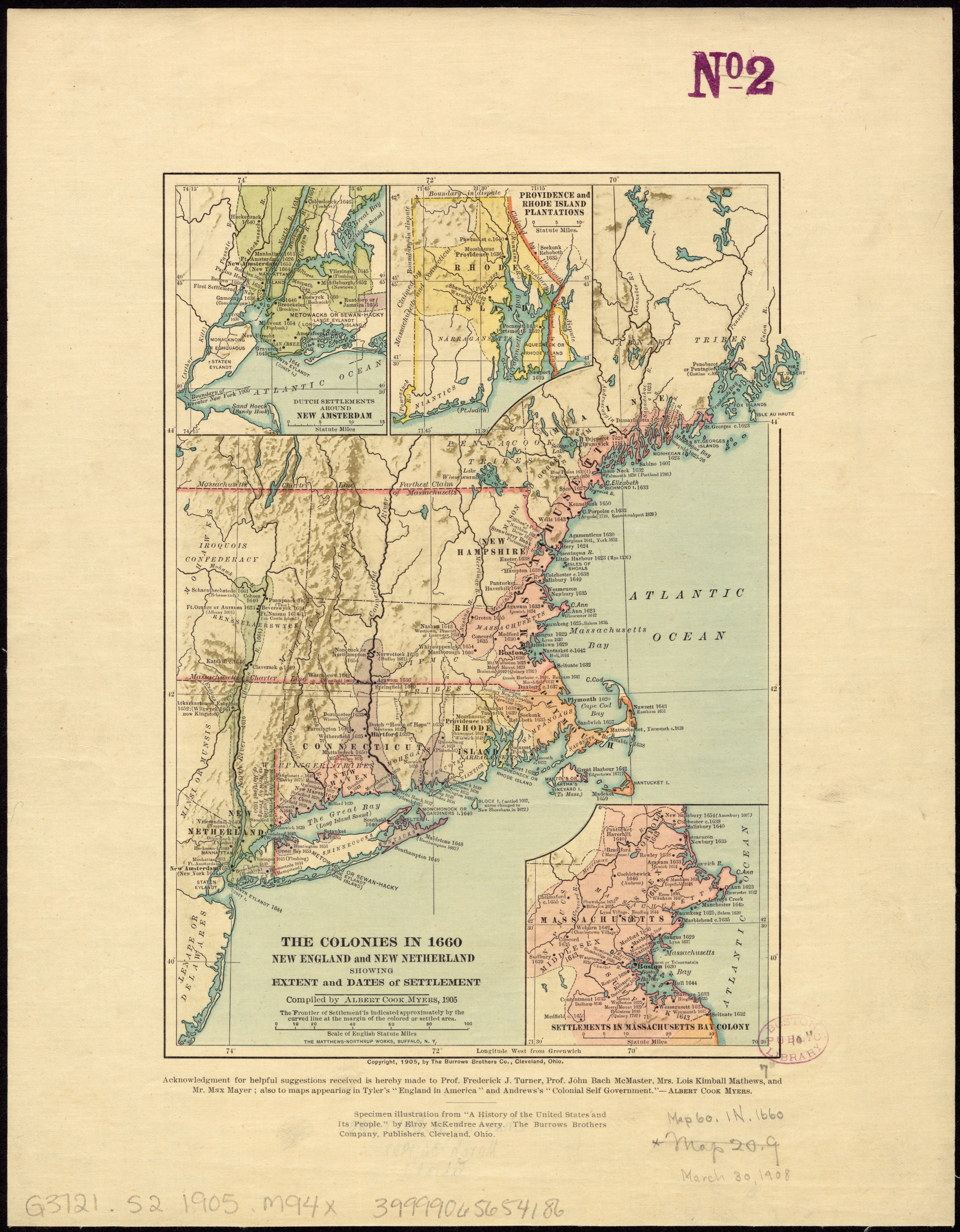
1660年的新英格兰

新英格兰联合殖民地（英語：United Colonies of New England；1643年—1686年），通称新英格兰邦联（New England Confederation），是1643年5月马萨诸塞湾殖民地、普利茅斯殖民地、塞布鲁克殖民地和纽黑文殖民地组建的邦联。其主要目的是团结清教徒殖民地以支持教会，并共同防御美洲原住民和荷兰的新尼德兰殖民地。这是迈向英屬北美殖民地统一的重要一步，也是美洲原住民莫希干人与纳拉甘西特人之间的战争的直接结果。邦联的宪章规定引渡逃犯和契约仆人，并为解决殖民地之间的争端提供了平台。但这些目标都未能实现。  
1654年，由于马萨诸塞湾殖民地拒绝参与第一次英荷战争期间针对新尼德兰的军事行动，邦联的力量受到削弱。然而，在1675年的菲利普国王战争期间，邦联的地位再次变得重要。随着多个殖民地的宪章在1680年代初被撤销，邦联最终在1686年解散。